# Temelucha ruficeps
Temelucha ruficeps là một loài tò vò trong họ Ichneumonidae.